# Indische modderkruiper
De Indische modderkruiper (Pangio kuhlii) is een tropische zoetwatervis die veel gehouden wordt in aquaria. Het dier heeft het uiterlijk van een slangetje, de vinnen zeer klein, soms zelfs nauwelijks zichtbaar. Alleen de borstvinnen en de staartvin zijn duidelijk te zien, maar ook klein in vergelijking met veel andere vissen. Het diertje is meestal niet langer dan 10 tot 12 centimeter, de kleur is geel/bruin of geel/zwart verticaal gestreept. Ook bestaan er varianten die geheel bruin zijn. De eitjes zijn lichtgroen en de jongen zijn zeer donker. Ze zijn volwassen als ze ongeveer 7 centimeter zijn en kunnen meer dan 10 jaar oud worden.
De vis is een echte bodembewoner, en is bijna altijd te zien terwijl hij tussen de plantenwortels op zoek is naar zijn voedsel, dat bestaat uit kleine kreeftachtigen, plantenresten en ander organisch afval. Afkomstig uit Zuidoost-Azië ligt de ideale watertemperatuur voor de modderkruiper rond de 22-28 graden Celsius.

## Kweek
Kweken van de vis stelt hoge eisen aan de waterkwaliteit. Verder moet er rekening mee worden gehouden dat het dier door zijn lichaamsbouw gemakkelijk in waterslangen terecht kan komen.
1. ↑  (en) Indische modderkruiper op de IUCN Red List of Threatened Species.